# John Gill junior
John Gill Jr. (* 9. Juni 1850 in Baltimore, Maryland; † 27. Januar 1918 ebenda) war ein US-amerikanischer Politiker. Zwischen 1905 und 1911 vertrat er den Bundesstaat Maryland im US-Repräsentantenhaus.

## Werdegang
John Gill besuchte das Hampden-Sydney College in Virginia und studierte danach bis 1870 an der University of Maryland. Nach einem anschließenden Jurastudium und seiner 1871 erfolgten Zulassung als Rechtsanwalt begann er in Baltimore in diesem Beruf zu arbeiten. Gleichzeitig schlug er als Mitglied der Demokratischen Partei eine politische Laufbahn ein. Zwischen 1874 und 1877 saß er im Abgeordnetenhaus von Maryland; von 1882 bis 1886 sowie in den Jahren 1904 und 1905 gehörte er dem Staatssenat an. Von 1879 bis 1874 arbeitete Gill für die Rechtsabteilung der Stadt Baltimore. In den Jahren 1884, 1888 und 1892 nahm er als Delegierter an den Democratic National Conventions teil, auf denen jeweils Grover Cleveland als Präsidentschaftskandidat nominiert wurde. Von 1888 bis 1897 war er als Polizeichef (Police Commissioner) tätig.
Bei den Kongresswahlen des Jahres 1904 wurde Gill im vierten Wahlbezirk von Maryland in das US-Repräsentantenhaus in Washington, D.C. gewählt, wo er am 4. März 1905 die Nachfolge von James William Denny antrat. Nach zwei Wiederwahlen konnte er bis zum 3. März 1911 drei Legislaturperioden im Kongress absolvieren. Im Jahr 1910 verzichtete er auf eine erneute Kandidatur. Nach dem Ende seiner Zeit im US-Repräsentantenhaus wurde Gill Richter am Steuerberufungsgericht in Baltimore, wo er am 27. Januar 1918 verstarb.